# الكليات القانونية
التعليم العالي في أمريكا وتحديدًا في نيويورك توجد
كلية القانونية" أو "كلية التعاقدية" وهي شبيهةً بالكلية الطبيعية أو المدرسة، وتتكون من "جامعة مستقلة خاصة"
ووُضعتها الهيئة التشريعية، لتلقي التمويل المحلي المتواصل.
تُدار الكُليـة من قِبـل الجامعة الخاصّة بالتوكيل عن الولاية ذاتها. ومهامها خدمة الحاجات التربوية أو التعليمية الخاصة.
وترتبط جميع الكليات القانونية نظاميا في نيويورك بنظام جامعة نيويورك (SUNY) وتحصل على التمويل من ميزانية إلادارة التابعة لـ SUNY's
هنالك خمس كليات قانونية: أربع منهم -في جامعة كورنيل- والأخيرة في جامعة ألفريد، مصطلحي «الكلية القانونية» و «الكلية التعاقدية» مشتقان من واقع أنهما يعملان بشكل مستقل عن الولايـة بموجب القانون أو التعاقد من ناحية جامعة كورنيل بشكل عام يشار إلى الكليات أو المدارس الموهوبة، التي لا تتلقى تمويلًا مباشرًا من الولاية بتعيينها عن الكليات القانونية الأخرى الخاصة في الحرم الجامعي.
يستعمل قانون التعليم في ولاية نيويورك مصطلحي الكلية التعاقدية والكلية القانونية لوصف الكليات المدعومة من قبل الدولة.

## جامعة كورنيل
توجد أربع كليات قانونية في جامعة كورنيل في إيثاكا، نيويورك،
وهي:
كلية نيويورك للزراعة وعلوم الحياة (و تأسست عام 1888 والعقد كان منذ 1904)
كلية  نيويورك للإيكولوجيا البشرية (تأسست عام 1919 ؛ وأصبحت كلية منفصلة في عام 1925)
معهد نيويورك للعلاقات الصناعية والعمل (تأسس عام 1944)
كلية نيويورك للطب البيطري (تأسست عام 1894)
هناك كلية قانونية قديمة، تسمى كلية نيويورك للغابات، أُنشئت في جامعة كورنيل في عام 1898، لكن ما لبثت إلا أن أُغلقت في العام 1903 وذلك
عندما أدى غضب الناس بسبب الدعوى القضائية المعلقة إلى دفع حاكم الولاية «أوديل» على الاعتراض على مشروع قانون الاعتمادات.
استمر تعليم هذه الكلية  في كورنيل وكانت جزء من كلية الزراعة.
وأعيد إنشاءها ككلية في وقت لاحق في جامعة سيراكيوز من عام 1911
توجد كليتان حاليا في كورنيل - كلية NYS الزراعة وعلوم الحياة وكلية NYS الإيكولوجيا البشرية - وهما غير مدعومتان من الدولة (مثل كلية الزراعة وكلية الاقتصاد المنزلي)
وقبل أن تسن الولاية عدة تشريعات لجعل كل كيان مدعوم بشكل خاص من الدولة.
تتبع كليات NYS الإيكولوجيا البشرية و NYS للطب البيطري إلى كلية الزراعة في جامعة كورنيل.
ومع ذلك، كانت كلية الطب البيطري في الواقع أول كلية قانونية في نيويورك.
بعد ذلك نشأت مدرسة السياحة  في عام 1922 كقسم في الاقتصاد المنزلي،
لكن أصبحت كلية منفصلة ومانحة في عام 1954.
ازدهرت الكليات القانونية في جامعة «كورنيل» من تعيينه لها سنـة 1865 كليات لمنح أراضي ولاية نيويورك بموجب قانون موريل.
وبموجب القانون، تلقى «كورنيل» صكوك الأراضي بناءً على عدد سكان الولاية، وشكَّلت العائدات قواعد أساس وقف كورنيل.
بموجب شروط الميثاق التابع لكورنيل سنة 1865 من الهيئة التشريعية، كان «كورنيل» ملزما حينها بتعليم الزراعة والفنون الميكانيكية بجانب التكتيكات العسكرية. كذلك بتوفير دروس مجانية للطلاب من كل منطقة.
وفي تسعينيات القرن التاسع عشر، حصل كورنيل على تمويل من الدولة لمواصلة مهمته في تلك المجالات، وتم تشكيل كليات قانونية للتمويل الحكومي المباشر.
بالإضافة إلى ذلك، في بدايات القرن العشرين تقريبًا، زودت القوانين الفيدرالية الجديدة كليات المنح الأرضية (ومحطات التجارب الزراعية وخدمات الإرشاد التعاوني) بتمويل سنوي مشروط من أموال الدولة. ونتيجة لذلك، نقلت جميع واجبات ومنح كورنيل إلى كلياتها القانونية الأربعة، والتي كانت تتلقى أموال الدولة حتى هذه اللحظة. إمكانية نقل البرامج الأكاديمية متاحة بين الكليات القانونية والمؤسسات. فعلى سبيل المثال، عندما كان التمويل الخاص كافياً لضمان تشغيل برنامج إدارة السياحـة التابعة لكلية الاقتصاد، تم فصله كمعهد تابع لإدارة السياحـة في عام 1950.

## جامعة الفريد
تقع الكلية القانونية في جامعة ألفريد في مدينة ألفريد بنيويورك: وهي كلية  Ceramics (التي تأسست عام 1900) تتكون كلية  Ceramics (NYSCC) في ولاية نيويورك من كليات الفنون والتصاميم، مع عميد خاص، وأربعة من البرامج المدعومة من الدولة تديرها كلية الهندسة بجامعة ألفريد
تعمل كلية  Ceramics من الناحية الفنية «ككيان قابض» حاليًا (مع رئيس وحدة مؤقتة) لدعم البرامج المالية للولاية ومهام NYSCC.
يساعد رئيس الوحدة في إعداد الميزانية لمدارس الاتحاد الإفريقي «سالفة الذكر» ومكتبة Ceramics التابعة لـ NYSCC (كجزء من نظام مكتبة الاتحاد الإفريقي الموحد في جميع أنحاء الحرم الجامعي)، ويعمل كنقطة اتصال مع جامعة نيويورك. تتبع كلية الفنون والتصميم فرع كلية Ceramics  ولكنها تعمل بشكل مستقل مع عميدها الخاص، وتمتلك كلية ألفريد للهندسة (والتي تعمل بشكل مستقل مع عميدها الخاص أيضًا) حاليًا أربعة برامج مدعومة من الدولة وبرنامجين مملوكين للقطاع الخاص.

## جامعة سيراكوز
أعيد إنشاء كلية نيويورك للغابات في جامعة سيراكيوز (SU) في عام 1911،
لكنها لم تكن أبدًا كلية قانونية.
تأسست للمرة الأولى كوحدة متكاملة داخل جامعة سيراكيوز، في عام 1913
اعتمدت الكلية كمؤسسة حكومية مستقلة تدعى «كلية نيويورك للغابات -جامعة سيراكيوز-»، مع مجلس أمناء خاص بها.
وفي عام 1948، انشئت جامعة ولاية نيويورك، وأصبحت كلية متخصصة في منح درجة الدكتوراه ضمن نظام جامعة ولاية نيويورك SUNY المتعدد.
في عام 1972، تغير اسم الكلية إلى جامعة نيويورك (كلية العلوم البيئية والغابات (ESF)؛ وبقيت منفصلة إداريًا عن جامعة سيراكيوز.
طلاب كلية ESF لديهم حق الوصول الكامل إلى مكتبات SU والمرافق الترفيهية. وتشترك المؤسستين في الدورات، ويمكن للطلاب فيهما أخذ عدة دورات من مؤسسات أخرى،
ويمكن التقدم بطلب القبول في برامج متزامنة وشهادات.
يشارك طلاب جامعة ESF في تمارين البدء المشتركة في مايو (ويحصلون على دبلوم مع اختتام أنشطة جامعتي سيراكيوز و ESF)، ويمكن لطلاب ESF المشاركة في جميع الأنشطة الطلابية لـ SU باستثناء قسم NCAA  بين الكليات الرياضية الداخلية.

## أدوار الولاية والجامعات الخاصة
الكليات القانونية ليست من مسؤولية الدولة، لانها تُدار من قبل جامعات «متعاقدة».
وفي الترتيب الحالي من ضمن هذه الجامعات، كورنيل وألفريد. ومع ذلك، فقد ارتبطت الكليات القانونية الخمس مع جامعة نيويورك (SUNY) منذ إنشائها في عام 1948 (ولكن لم يكن لديها أي ارتباط مع أي منظمة قبل هذا العام). موظفو الكليات القانونية وبشكل قانوني هم أنفسهم موظفون في جامعتي كورنيل وألفريد، وليسوا من جامعة نيويورك.
يمنح قانون التعليم لنيويورك مجلس أمناء الجامعة (SUNY) السلطة التالية: يجب على الأمناء الموافقة بشكل رسمي على تعيين كورنيل وألفريد عمداء لوحدات الكليات القانونية، والتحكم في مستوى تمويل الدولة للكليات ويكمن في جامعة نيويورك. (بالإضافة إلى الأموال التي تخصصها جامعة نيويورك، قد تمول الكليات من خلال الرسوم الدراسية والمنح والعقود من وكالات الدولة؛ والتمويل التشريعي الخاص، والتمويل الفيدرالي؛ والتبرعات الخاصة.)  
بالإضافة إلى ذلك، فإن قانون التعليم يفوض دورًا استشاريًا لـ SUNY: ويجب على الكليات القانونية التشاور مع SUNY عندما تحدد معدلات الرسوم الدراسية. تمارس جامعة نيويورك أيضًا «الإشراف العام» على الكليات القانونية. ومع ذلك، فقد فسر كورنيل وألفريد هذا على أنه يعني أن جامعة نيويورك لا تملك الحق في وضع سياسات جديدة للكليات القانونية -التي لم يتم ذكرها آنفًا في قانون التعليم-. إذا كان هناك تعارض بين Cornell أو Alfred و SUNY فيما يتعلق بالسياسات أو الإجراءات التي تطلبها SUNY من جامعتي ألفريد وكورنيل، فيجب حله عن طريق التفاوض بين الأطراف، وعلى الرغم من وجود الحق القانوني في الاستئناف أمام المحاكم، إذا كان لا يمكن التوصل إلى اتفاق. ومع هذا لم يتم استخدام هذا الخيار.
تمول الولاية مباني برامج الكلية القانونية، وتمتلك ولاية نيويورك تلك المباني بالإضافة إلى أرض أسفلها. تتم إدارتها من قبل صندوق البناء بجامعة NYS بدلاً من Cornell أو Alfred
نظرًا لأن الكليات القانونية في كورنيل وألفريد تتلقى تمويلًا كبيرًا من الدولة، يتم تحديد معدلات الرسوم الدراسية للكليات القانونية والكليات الممنوحة بشكل منفصل. يدفع المقيمون «داخل الولاية» الذين يحضرون الكلية القانونية معدل منخفض، على عكس معدلات نظرائهم «خارج الولاية». عندما يتلقى الطالب في الكلية القانونية صفًا تقدمه كلية مانحة، يتم تعويض الكلية المانحة في بند -الميزانية- يسمى «رسوم تعليم الملحقات». في بعض الأحيان، يحصل طلاب الكلية القانونية على أكثر من الائتمان المخصص لهم.
يُطلب من الطالب الذي يتخرج من كلية قانونية ثم ينتقل لاحقًا إلى كلية مانحة دفع «الفرق» في الرسوم الدراسية عند التحويل.
يتم تغطية موظفي الكلية القانونية بخطة تقاعد منفصلة ولديهم جداول دفع منفصلة ومزايا إضافية مقارنة بنظرائهم الموهوبين في الكلية. معظم مباني ومرافق الكلية القانونية مملوكة لولاية نيويورك.
بالإضافة، تؤدي جامعة نيويورك دورًا ائتمائي لتفريق أموال الدولة إلى الوحدات القانونية. قد يتطلب هذا تدقيق دوري لاستخدام أموال الدولة داخل الجامعات الخاصة.
هناك بعض الجدل حول ما إذا كانت الكليات القانونية كيانات «عامة» أو «خاصة، غير ربحية». من الناحية القانونية، فهي خاصة وغير ربحية. جامعتي كورنيل وألفريد مؤسسات خاصة غير ربحية، وهذا يمتد إلى بقية الجامعات، وهي ليست شركات منفصلة. كما تؤكد قرارات المحكمة، هم موظفون خاصين وغير ربحيين. تشابه هذه العلاقة وكالة صحية خاصة لا تبغي الربح تتلقى بموجب عقد مع الحكومة أموالًا حكومية بانتظام لتشغيل معهد أبحاث؛ لا تزال الوكالة الخاصة غير الربحية بأكملها (بما في ذلك معهد الأبحاث) كيانًا خاصًا غير ربحي. ينص قانون التعليم في ولاية نيويورك أيضًا على أن الكليات القانونية لا تعمل «كوكالات تابعة للدولة». حقيقة أن كل من الكليات القانونية تحتوي على «ولاية نيويورك» في أسمائهم الرسمية لا يغير الطبيعة الخاصة للكليات القانونية؛ ومع ذلك، فإن أهمية تمويل الدولة هو عامل مهم في علاقة الوحدة الخاصة مقابل القانونية.
هناك نظامان جامعيان مدعومان من الدولة في ولاية نيويورك: جامعة ولاية نيويورك (SUNY)، والتي تحتوي على وحدات لمنح الدرجات في جميع أنحاء الولاية، وجامعة مدينة نيويورك (CUNY)، والتي لديها فقط خاصية منح الدرجات في مدينة نيويورك. تعتبر الكليات القانونية في ولاية نيويورك شريكة مع جامعة نيويورك وليس لها أي ارتباط بـ CUNY.
| الوكيل                                      | جامعة خاصة | جامعة عامة | نيويورك القانونية الكليات | سو-ESF |
| ------------------------------------------- | ---------- | ---------- | ------------------------- | ------ |
| انخفاض فرض الرسوم الدراسية                  | لا         | نعم        | نعم                       | نعم    |
| أمناء مستقل                                 | نعم        | نعم        | لا                        | نعم    |
| منفصلة مساكن الطلبة                         | نعم        | نعم        | لا                        | نعم    |
| فصل الكليات فرق                             | n/a        | n/a        | لا                        | نعم    |
| الدولة يبني ويحافظ على مرافق                | لا         | نعم        | نعم                       | نعم    |
| الممولة من قبل الدولة السنوية الاعتمادات    | لا         | نعم        | نعم                       | نعم    |
| شهادة من المؤسسة المضيفة                    | n/a        | n/a        | نعم                       | نعم    |
| منفصلة عملية القبول                         | نعم        | نعم        | نعم                       | نعم    |
| SUNY دور في الميزانية واختيار الإدارية رئيس | لا         | نعم        | نعم                       | نعم    |

## الانتماءات الأخرى بين ولاية نيويورك والجامعات الخاصة
في عام 1911، أنشأت الولاية كلية نيويورك للغابات في جامعة سيراكيوز في سيراكيوز٬ نيويورك والمعروفة الآن باسم جامعة نيويورك كلية علوم البيئة والغابات (SUNY-ESF) قوانين نيويورك الموحدة
ومع ذلك، وعلى عكس الكليات القانونية،
أُنشئت هذه الكلية كمؤسسة مستقلة ولاتزال تابعة لجامعة سيراكيوز، المؤسسة لها ولدى الجامعتين حرم جامعي وعلاقات عمل وثيقة.
بالإضافة إلى ذلك، يوجد معهد للطب النفسي بولاية نيويورك، وهو مرفق بحثي تابع لمكتب نيويورك للصحة العقلية ويقع في المركز الطبي بجامعة كولومبيا في مدينة نيويورك
وهي ليست وحدة قانونية -لا تمنح درجات علميةـ، لذلك لا يمكن تسميتها بالكلية على الرغم من كونها تابعة للمركز الطبي وقسم الطب النفسي.
إلا أنها لا تزال معهدًا للدولة.

## العلاقات الفيدرالية والقانونية -الأكاديمية- داخل ولاية نيويورك
المعهد التقني الوطني للصُم (NTID) مدرسة تاسيسية لمعهد روتشستر للتكنولوجيا (RIT)، وتقع في روتشستر، نيويورك. تقدم NTID برامج - مستمرة بالاشتراك مع كليات ومدارس RIT الأخرى - المصممة خصيصًا للطلاب الصم وضعاف السمع، كما تقدم برامج للطلاب الذين ليسوا بالضرورة ضعاف
السمع ولكنهم يرغبون في مساعدة الأفراد الذين يعانون من ضعف السمع. ويتلقى الطلاب المحليون (أي المقيمون في الولايات المتحدة) المسجلين في NTID معدل رسوم منخفضة أقل من معدل الرسوم الدراسية العادية في RIT ، وكذلك أقل من الرسوم الدراسية المقارنة التي يتم تحصيلها من الطلاب المسجلين في NTID الدولية (أي غير المقيمين في الولايات المتحدة) تم إنشاء NTID من خلال التشريعات التمكينية الفيدرالية الأمريكية التي تم سنها في عام 1965، وتتلقى التمويل الفيدرالي لدعم معدل الرسوم الدراسية المحلية الأقل

## خارج ولاية نيويورك
في ولاية بنسلفانيا المجاورة، يعترف نظام الكومنولث للتعليم العالي بالوضع «المرتبط بالولاية»، حيث يتم تزويد المؤسسة بأموال الدولة مقابل تقديم خصومات دراسية للطلاب المقيمين في ولاية بنسلفانيا. تمثل مخصصات الدولة أقل من 10 في المائة من ميزانيات المؤسسات الأربع المحددة على هذا النحو، جامعة لينكولن، وجامعة ولاية بنسلفانيا، وجامعة تمبل، وجامعة بيتسبرغ، والتي تظل مستقلة أكاديميًا وإداريًا عن الدولة.
وبالمثل تمتلك كلية بايلور للطب (BCM) التي يديرها القطاع الخاص هيكلًا للترتيبات المالية ويشبه إلى حد ما الهيكل الموجود في الكليات القانونية في نيويورك.
يفرض البرنامج على سكان ولاية تكساس معدل رسوم أقل من ذلك الذي يتم دفعه للمقيمين في تكساس.
يعود هذا الترتيب إلى عام 1969، وتحسينه من قبل ولاية تكساس موقنةً آنذاك، أنها بحاجة إلى المزيد من الأطباء النفسيين، وإلى جانب وعي جامعة بايلور بذلك ومحاولتها المساعدة في التخفيف.
أصبحت كلية الطب -جامعة بايلور- (BU's)، والتي كانت جزءًا من BU منذ عام 1903، كيانًا مستقل في عام 1969 واعتمدت انقسام الدراسة المذكورة آنفاً في ذلك الوقت
إن دعم ولاية تكساس لـ BCM فقط لتخفيف تكلفة الرسوم الدراسية للطلاب من داخل الولاية، ولا تساعد الولاية BCM بالتمويل الكبير لأغراض البحث أو التوعية والإرشاد
كان تجريد BCM من BU ضروريًا لتجنب النزاعات القانونية والتي قد تنشأ من قبول BU للمتدينين بتمويلٍ مستمر من الدولة. (BU تابعة للاتفاقية المعمدانية العامة في تكساس، في حين أن BCM كانت غير طائفية منذ نزع ملكيتها.)
تقع كلية الطب في جامعة ميامي ليونارد، - ميامي، فلوريدا- وابتداءً من عام 2004، بدأت مدرسة ميللر في تقديم تعليمات في حرم جامعة فلوريدا الأطلسية في -بوكا راتون، فلوريدا-. يتم قبول المرشحين MD في برامج ميامي أو بوكاراتون ويقضون جميع السنوات الأربعة للدراسة في الحرم الجامعي المختار لهم. ولا يوجد سكن داخل الحرم الجامعي لطلاب الكلية الطبية في ميللر- ميامي، بوكا راتون.- حرم ميامي يفرض رسوم أقل للطلاب داخل الولاية

## الاستخدام الدولي لمسمّى «الكلية القانونية»
جامعة سانت اندروز، في - سانت اندروز، اسكتلندا، المملكة المتحدة - لديها ثلاث أفرع يتم تصنيفها كـكليات. صُنفت اثنتين من هذه الكليات على أنها كليات «قانونية» ذات بدايات إكليركية.
واحدة من هذه الكليات القانونية، في -الكلية المتحدة- ، تأسست من قبل اندماج الكلية في عام 1174
وموجودة اليوم بشكلٍ أساسي ككيان «غير إداري» يتم الاحتفاظ به من أجل التاريخ والتقاليد
وتضم كليات الآداب والطب والعلوم بالجامعة، تم إنشاء الكليات القانونية الأخرى، كلية سانت ماري، -في عام 1538- اُدمجت الكليات مع كلية اللاهوت.
ومن الكليات المتبقية، -كلية سانت ليونارد- والتي تم تصنيفها على أنها «غير قانونية» كان لها بدايات مشابهة، ولكن أُعيد تأسيسها في العام 1972 «كنقطة مركزية» لإدارة طلاب الدراسات العليا.
طلاب “سانت اندروز” الخريجين، وكذلك زملائهم أصحاب الدكتوراه والباحثين في الجامعة، أولئك يُسجّلون تلقائيًا كأعضاء في كلية “سانت ليونارد”

## روابط خارجية

### قانون ولاية نيويورك التعليمي الذي يحكم الكليات القانونية
- قوانين خاصة بجامعة كورنيل
- قوانين خاصة بجامعة ألفريد

### سوابق قضائية لمحكمة الاختصاص العام تتناول مسائل الكلية النظامية
- قضية 1999 ضد كلية كورنيل للطب البيطري حول ما إذا كان يمكن الحصول على السجلات السرية من خلال قانون حرية المعلومات بولاية نيويورك (FOIL) (تستضيفها كلية الحقوق في كورنيل)
- قضية 2005 ضد كلية كورنيل للزراعة وعلوم الحياة حول FOIL

### السوابق القضائية الإدارية التي تتناول مسائل الكلية النظامية
- حكم ينص على أن كلية NYS للسيراميك ليست كيانًا عامًا (تابعًا للولاية) (مما يتسبب في عدم خضوع موظفي الكلية للولاية القضائية للمجلس الوطني لعلاقات العمل [NLRB] التي تشمل على وجه التحديد التقسيمات الفرعية السياسية أو الحكومية) (ملف PDF)
- رأي المدعي العام أن العقود بين وكالة حكومية وكلية قانونية للحصول على الخدمات هي عقد بين دولة طرف وطرف غير حكومي وليس مذكرات تفاهم مشتركة بين الوكالات (ملف PDF)